# Masaki Watai
Masaki Watai (渡井 理己?, Watai Masaki; Fujinomiya, 18 luglio 1999) è un calciatore giapponese, centrocampista del Kashiwa Reysol.

## Carriera

### Club
Dopo aver iniziato a giocare a calcio a livello scolastico, nel 2018 viene acquistato dal Tokushima Vortis, con cui debutta il 6 giugno, nell'incontro della Coppa dell'Imperatore vinto per 1-0 contro il Tochigi. Il 30 marzo 2019 disputa l'incontro della seconda divisione giapponese vinto per 1-0 contro l'Albirex Niigata. Al termine della stagione 2020, contribuisce alla promozione della squadra in massima serie. Esordisce nella J1 League il 27 marzo 2021, nell'incontro pareggiato per 1-1 sul campo dell'Oita Trinita. Un mese più tardi, il 21 marzo, trova anche la sua prima marcatura nella massima divisione giapponese, nella vittoria per 2-1 contro lo Yokohama FC.
Il 18 luglio 2022 viene ceduto in prestito alla formazione portoghese del Boavista.

### Nazionale
Ha giocato nella nazionale giapponese Under-17.

## Statistiche

### Presenze e reti nei club
Statistiche aggiornate al 27 maggio 2023.
| Stagione                | Squadra                 | Campionato              | Campionato | Campionato | Coppe nazionali | Coppe nazionali | Coppe nazionali | Coppe continentali | Coppe continentali | Coppe continentali | Altre coppe | Altre coppe | Altre coppe | Totale | Totale |
| Stagione                | Squadra                 | Comp                    | Pres       | Reti       | Comp            | Pres            | Reti            | Comp               | Pres               | Reti               | Comp        | Pres        | Reti        | Pres   | Reti   |
| ----------------------- | ----------------------- | ----------------------- | ---------- | ---------- | --------------- | --------------- | --------------- | ------------------ | ------------------ | ------------------ | ----------- | ----------- | ----------- | ------ | ------ |
| 2018                    | Tokushima Vortis        | J2                      | 0          | 0          | CI              | 1               | 0               |                    | -                  | -                  |             | -           | -           | 1      | 0      |
| 2019                    | Tokushima Vortis        | J2                      | 29+2       | 6+0        | CI              | 2               | 0               |                    | -                  | -                  |             | -           | -           | 33     | 6      |
| 2020                    | Tokushima Vortis        | J2                      | 38         | 6          | CI              | 2               | 0               |                    | -                  | -                  |             | -           | -           | 40     | 6      |
| 2021                    | Tokushima Vortis        | J1                      | 27         | 1          | CdL+CI          | 5+1             | 0               |                    | -                  | -                  |             | -           | -           | 33     | 1      |
| gen.-lug. 2022          | Tokushima Vortis        | J2                      | 19         | 1          | CdL+CI          | 2+1             | 0               |                    | -                  | -                  |             | -           | -           | 22     | 1      |
| Totale Tokushima Vortis | Totale Tokushima Vortis | Totale Tokushima Vortis | 115        | 14         |                 | 14              | 0               |                    | -                  | -                  |             | -           | -           | 129    | 14     |
| 2022-2023               | Boavista                | PL                      | 15         | 1          | TP+TL           | 1+2             | 0               | -                  | -                  | -                  | -           | -           | -           | 18     | 1      |
| 2023-2024               | Boavista                | PL                      | 0          | 0          | TP+TL           | 0               | 0               | -                  | -                  | -                  | -           | -           | -           | 0      | 0      |
| Totale Boavista         | Totale Boavista         | Totale Boavista         | 15         | 1          |                 | 3               | 0               |                    | -                  | -                  |             | -           | -           | 18     | 1      |
| Totale carriera         | Totale carriera         | Totale carriera         | 130        | 15         |                 | 17              | 0               |                    | -                  | -                  |             | -           | -           | 147    | 15     |

## Palmarès

### Club

#### Competizioni nazionali
- J2 League: 1

Tokushima Vortis: 2020